# Anusak Jaiphet
Anusak Jaiphet (thailändisch อนุศักดิ์ ใจเพชร, * 23. Juni 1999), auch als Knight bekannt, ist ein thailändischer Fußballspieler.

## Karriere

### Verein
Anusak Jaiphet erlernte das Fußballspielen in der Jugendmannschaft vom Police Tero FC. Hier unterschrieb er im Dezember 2018 auch seinen ersten Profivertrag. Der Verein aus der thailändischen Hauptstadt Bangkok spielte in der zweiten Liga, der Thai League 2. Ende 2019 wurde Police Vizemeister und stieg somit in die erste Liga auf. Für Police kam er bis Mitte 2020 nicht zum Einsatz. Ende Juni 2020 wechselte er zum Ligakonkurrenten Sukhothai FC nach Sukhothai. Sein Profidebüt für Sukhothai gab er am 11. Februar 2021 im Heimspiel gegen den PT Prachuap FC. Hier wurde er in der letzten Minute für Ibson Melo eingewechselt. Für Sukhothai absolvierte er insgesamt neun Ligaspiele. Nach der Hinrunde 2021/22 wechselte er im Dezember 2021 zum Erstligisten Port FC. Zu Beginn der Saison 2022/23 wechselte er im Juli 2022 auf Leihbasis zum Zweitligisten Customs United FC. Mit dem Verein aus Samut Prakan wurde man am Ende der Saison 2022/23 Tabellendritter und qualifizierte sich somit für die Aufstiegsspiele zur ersten Liga. Hier musste man sich jedoch im Finale gegen den Uthai Thani FC geschlagen geben. Zu Beginn der Saison 2023/24 wechselte er im Juli 2023 ebenfalls auf Leihbasis zum Erstligaaufsteiger Nakhon Pathom United FC. Für den Verein aus Nakhon Pathom bestritt er sieben Ligaspiele. Nach der Ausleihe wurde er im Sommer 2024 von Nakhon Pathom fest unter Vertrag genommen. Hier bestritt er bis Jahresende sieben Ligaspiele. Im Dezember 2024 wechselte er zum Zweitligisten Trat FC. Für den Klub aus Trat bestritt er elf Ligaspiele. Im Juli 2025 wechselte er in die erste Liga. Hier schloss er sich in Nakhon Ratchasima dem Nakhon Ratchasima FC an.

### Nationalmannschaft
Anusak Jaiphet spielte 2008 zweimal in der thailändischen U19-Nationalmannschaft. Hier kam er im Rahmen der U19-Asienmeisterschaft in Indonesien zum Einsatz.

## Sonstiges
Anusak Jaiphet ist der Zwillingsbruder von Thanakorn Jaiphet.